# حارة السادة (أحور)
السادة هي إحدى حارات حي الأنتفاضة بمدينة أحور التابعة لمحافظة أبين، بلغ تعداد سكانها 211 نسمة حسب تعداد اليمن لعام 2004.